# Młode Miasto

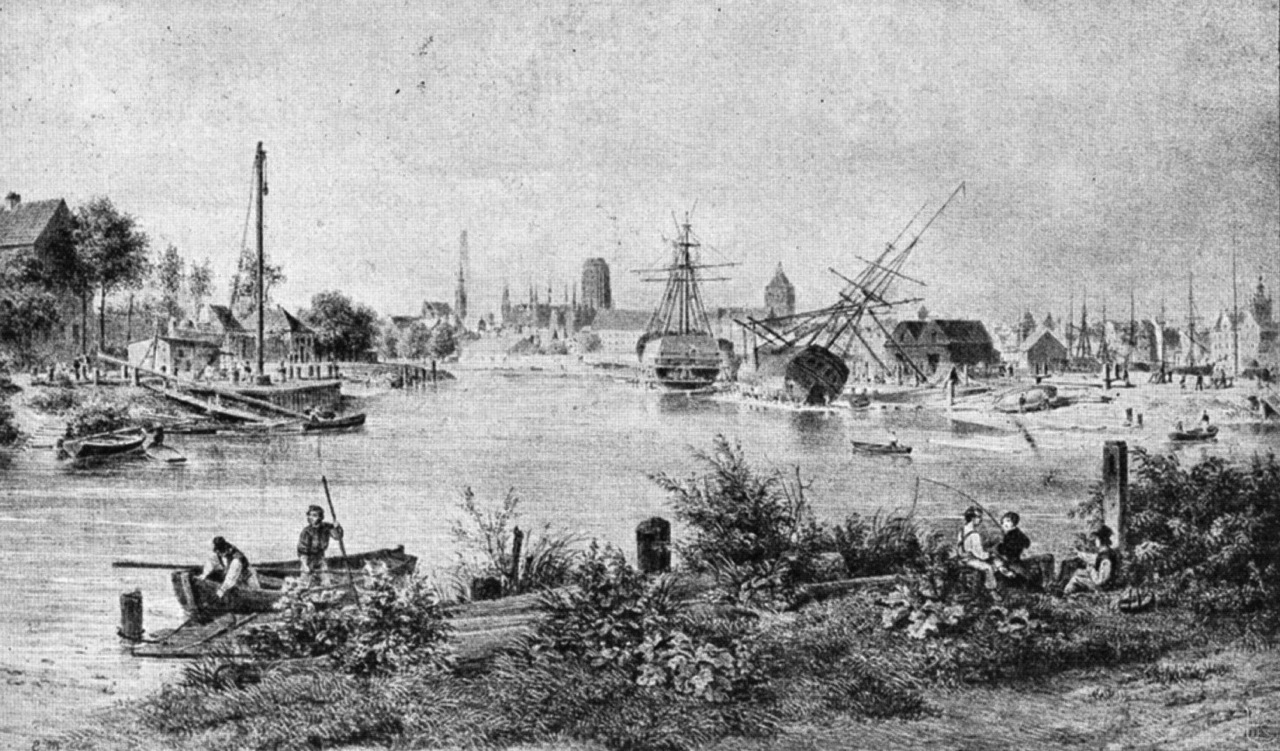
Motława i Młode Miasto (w głębi, po prawej), ok. 1835

Młode Miasto (niem. Jungstadt) – obszar w Gdańsku, w dzielnicach Śródmieście i Młyniska, otoczony wodami Kanału Raduni, Motławy i Wisły.
Młode Miasto uzyskało lokację miejską w 1380 roku, zdegradowane w 1455 roku.

## Historia
Młode Miasto zostało utworzone (na terenie dzisiejszego Gdańska) przez zakon krzyżacki w 1380, na prawie chełmińskim, jako ostatni z ośrodków średniowiecznej aglomeracji – Głównego Miasta (relokowanego w 1342 r.), Starego Miasta (ok. 1374 r.) i Osieka. Nie mogło zostać nazwane Nowym Miastem, gdyż tak nazywało się ówcześnie Główne Miasto. Położone było na północny zachód od Starego Miasta, w rejonie dzisiejszych ulic Robotniczej, Malarzy i Jana z Kolna, i rzeki Martwa Wisła (między torami kolejowymi i przystankiem SKM Gdańsk Stocznia a Martwą Wisłą). W wyniku badań archeologicznych prowadzonych w 2018 roku przy ulicy Robotniczej 18-19, odkryto pozostałości drewnianej zabudowy mieszkalnej z końca XIV i I połowy XV wieku, związanej z Młodym Miastem. Wielkość oraz zasięg miasta nie są znane, jednak liczbę mieszkańców szacuje się od ok. 1500 do 4000. Liczba oczynszowanych parceli wynosiła w 1437 r. ok. 200. W przywileju lokacyjnym długość otaczających murów obronnych określono na 30 sznurów tj. na ok. 1290 m. Prawdopodobnie fortyfikacje jednak nigdy nie powstały. Połowę kosztów budowy ratusza i innych miejskich budynków pokrył Zakon, za co później pobierał połowę dochodów. Już w 1380 r. nadana została działka pod cmentarz i kościół parafialny, którego patrocinium (św. Bartłomieja) potwierdzone jest w 1402 r. Jednak już wcześniej - w latach 90. XIV w. rada Młodego Miasta pieczętowała się herbem przedstawiającym tego świętego. Około miasta przed 1395 r. powstały klasztor karmelitów oraz dwa szpitale - św. Jakuba (1411-1414 r.) oraz Wszystkich Bożych Aniołów (prawdopodobnie w latach 30. XV w.). Centrum miasta stanowił kwadratowy rynek (Am Ringe) z centralnie ustawionym ratuszem i kramami (w tym ławami mięsnymi). Znane są nazwy niektórych ulic: Długa, Dolna, Górna, Wapienna, Nowa Grobla, Węglowa. oraz port nad Wisłą - Bollwerk ze spichlerzami. 

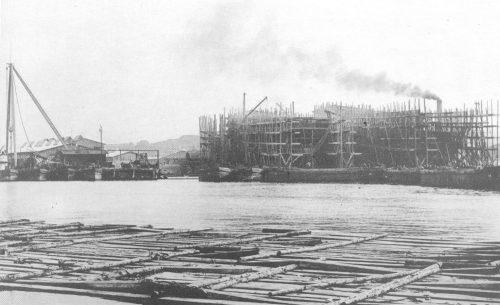
Stocznia Schichaua na terenie Młodego Miasta i Wisła, 1893

Pomimo poparcia Zakonu, nie udało się osiągnąć celu założenia i Młode Miasto nie stało się konkurencją dla pozostałych gdańskich miast. Wpływ na to miały kryzys gospodarczy oraz złupienie przedmieść Gdańska przez husytów w 1433 r. Po wypędzeniu Krzyżaków miasto nadal istniało i dopiero na początku 1455 r., w związku z zagrożeniem ponownego usadowienia się w nim wojsk krzyżackich i po uzyskaniu zgody Kazimierza Jagiellończyka, gdańszczanie rozebrali Młode Miasto. Parafię św. Bartłomieja już w 1455 r. przeniesiono na Stare Miasto, podobnie klasztor karmelitów w 1464 r. ostatecznie otrzymał parcelę po starym szpitalu św. Jerzego. Mieszkańcy zostali przesiedleni – część z nich osiadła na terenach Starego Miasta i Starego Przedmieścia.
Po rozbiórce miasta, w 1455 r. uchwalono wilkierz zakazujący zabudowy tego obszaru. Chociaż formalny zakaz uchylono  już w 1480 r., to formy użytkowania były w kolejnych stuleciach bardzo ekstensywne. Pod koniec XV w. powstał tam szpital miejski (późniejszy Lazaret), a tereny sąsiadujące z dawnym portem były wykorzystywane jako składy drewna i wapienia. Rozbudowa fortyfikacji nowożytnych w latach 30. i 40. XVII w. spowodowała, że dawny obszar Młodego Miasta został podzielony, a sama nazwa "młodomiejskie składy drewna" została po 1690 r. przeniesiona na nowo urządzone składy (teren obecnej Drewnicy). 
W XIX wieku powstały na tym obszarze stocznie: Stocznia Klawitterów (w 1827), Stocznia Cesarska (w 1850) i Stocznia Schichaua (w 1890). Dwie ostatnie zostały później połączone i przekształcone w Stocznię Gdańską. Na przełomie XIX wieku i XX wieku likwidacji uległy budowle wojskowe twierdzy Gdańsk (wały, fosa i bastion), we wschodniej części Młodego Miasta. Uzyskano dzięki temu duże tereny położone w bezpośrednim sąsiedztwie Śródmieścia, zastrzeżone dla przemysłu. Przedłużono wówczas ul. Wałową do Motławy.
Część położona między Kanałem Raduni a ulicą Wałową zwana jest Brabankiem.

## Plany na przyszłość

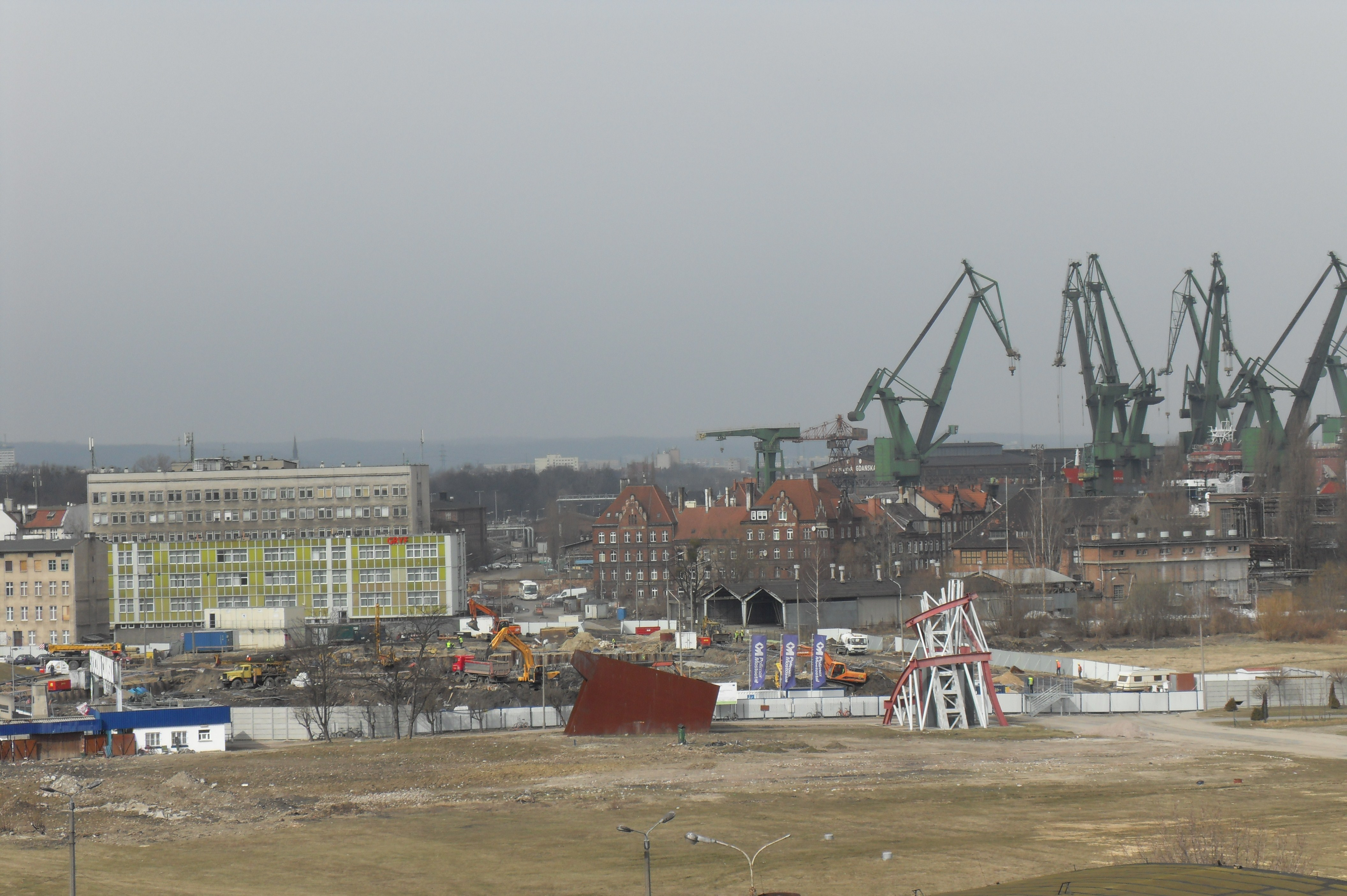
Europejskie Centrum Solidarności w budowie. W tle dźwigi Stoczni Gdańskiej, marzec 2011

Tereny Młodego Miasta zostały wydzielone pod koniec lat 90. z majątku Stoczni Gdańskiej, przeniesionej na wyspę Ostrów. Na terenach postoczniowych projektowana jest nowoczesna dzielnica handlowo-usługowa.
Integralną częścią przyszłej dzielnicy jest położone w sąsiedztwie Placu Solidarności i Pomnika Poległych Stoczniowców Europejskie Centrum Solidarności, centrum muzealno-konferencyjne poświęcone ruchowi Solidarności (akt erekcyjny został podpisany 31 sierpnia 2005). W 2008, w trybie konkursu architektonicznego, wyłoniono projektanta ECS. Wmurowanie kamienia węgielnego pod budowę nastąpiło 14 maja 2011. Inwestycja została zakończona w 2014 roku, częściowo ze środków UE.

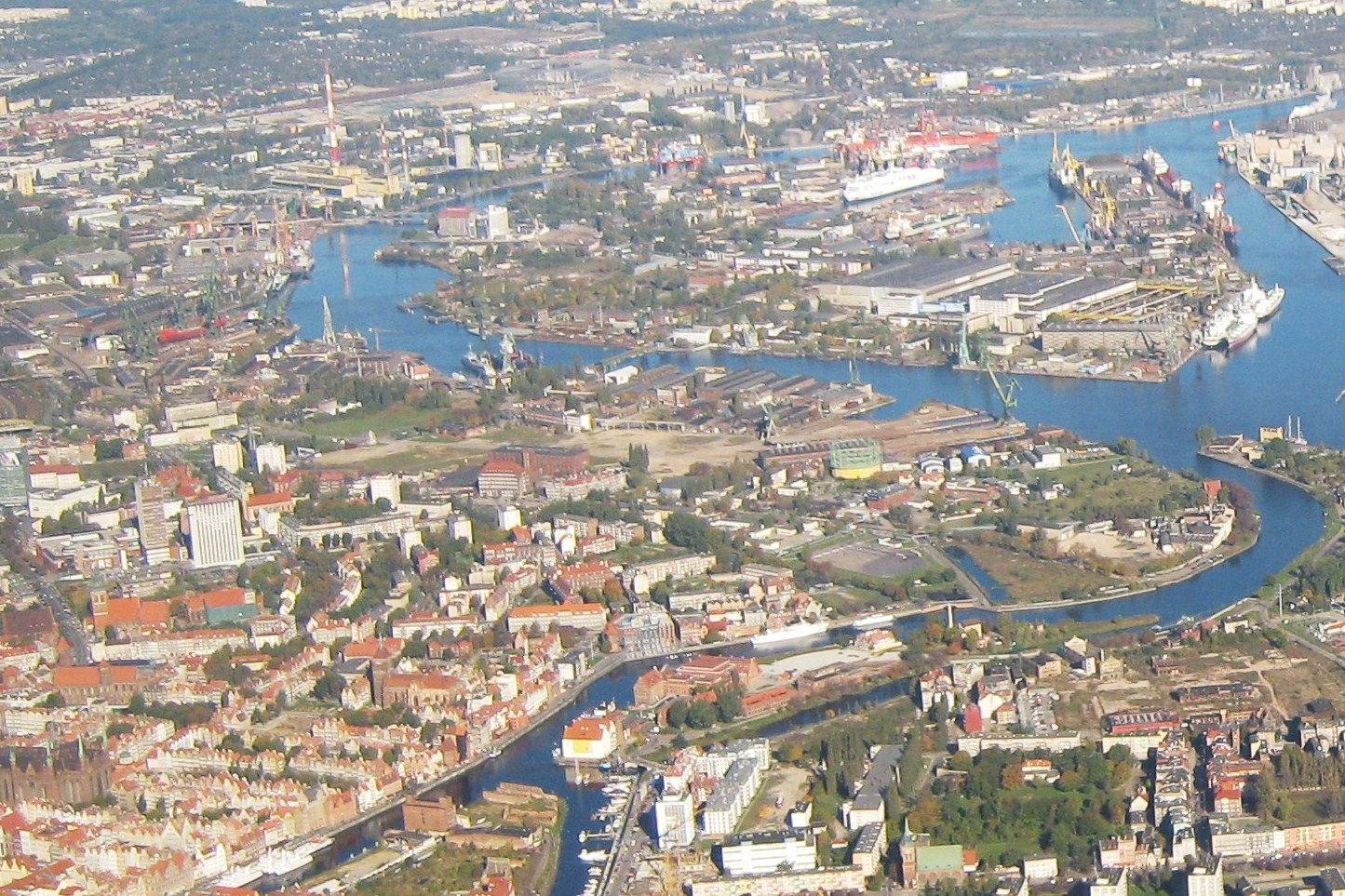
Młode Miasto (w środku)

Ponadto Młode Miasto oferować ma przestrzeń handlową, usługową, rozrywkową oraz mieszkalną. Pierwotne plany, wstrzymane w wyniku kryzysu gospodarczego, zakładały otwarcie w 2009 multipleksu Cinema City.
Oś komunikacyjną dzielnicy stanowi ulica Jerzego Popiełuszki, znana początkowo jako „Nowa Wałowa” i przewidziana do realizacji w profilu dwujezdniowym, łącząca Bramę Oliwską z ul. Siennicką, wraz z mostem nad Motławą. Wzdłuż ulicy planowana jest linia tramwajowa, a prostopadle, od Placu Solidarności w kierunku nabrzeża Martwej Wisły – promenada spacerowa pod nazwą Droga do Wolności.
Obecnie pod nazwą Drogi do Wolności, w podziemiach budynku Komisji Krajowej NSZZ Solidarność (przeniesiona z terenów postoczniowych) funkcjonuje wystawa dotycząca wydarzeń Sierpnia 1980.
Przedsiębiorstwo Invest Komfort wybudowało na Brabanku nad brzegiem Motławy osiedle, nazwane Brabank. Przed wiekami funkcjonowała w tym miejscu stocznia remontowa specjalizująca się w bragowaniu, czyli naprawie kadłubów statków.
W końcu 2017 r. zaprezentowano projekt budowy u zbiegu ulic Jana z Kolna i Narzędziowców 23-kondygnacyjnego biurowca o powierzchni użytkowej 41 tys. m kw. (w tym 28,2 tys. pow. biurowej). W jego architekturę wkomponowana miała zostać litera V, nawiązująca do znaku „Solidarności”. Wysokość budynku miała osiągnąć 97 m (89 m do wysokości dachu), a więc więcej niż do 2017 najwyższy w Trójmieście biurowiec Neptun (blisko 85 metrów do wysokości dachu) i wyżej niż Organika Trade z 1980 r. czy też tzw. Zieleniak. Projektowany na działce o pow. ponad 9,4 tys. m kw. wysokościowiec miał być najwyższym biurowcem w aglomeracji po wykańczanej wówczas 156-metrowej Olivii Star. Tuż obok miał powstać 5-kondygnacyjny (13,5 m wysokości) parking na 450 miejsc. Kolejnych 5 biurowców ma powstać do końca 2021 przy ul. Jana z Kolna, nieopodal hali traserni. Inwestorem jest grupa Cavatina, która prace budowlane rozpoczęła w końcu 2018 roku. 5 grudnia 2018 w rejonie ulic Jaracza i Nowomiejskiej wmurowano kamień węgielny pod budowę przez RWS Investment Group 8-kondygnacyjnego biurowca Eternum, zaprojektowanego przez warszawską pracownię APA Wojciechowski.
W 2018 właściciele 16 ha terenów dawnej Stoczni Cesarskiej (belgijskie firmy Re-Vive i Alides poprzez Edonia, przekształcone następnie w Stocznia Cesarska Development) po przeprowadzeniu konkursu architektonicznego powierzyli opracowanie koncepcji ich zabudowy duńskiej pracowni Henning Larsen Architects. Przewiduje się, że obok odnowionych postoczniowych hal pojawi się niewysoka zabudowa mieszkaniowa, a budynki wielokondygnacyjne znajdą się na krańcach działki. Drugie miejsce w konkursie zajęła holenderska pracownia MVRDV.
Rewitalizację tej części terenów stoczniowych rozpoczęto od przebudowy historycznych budynków Dyrekcji Stoczni Cesarskiej na biura, a remizy strażackiej na obiekt gastronomiczny. Pomiędzy nimi przewidywany jest nowy plac miejski. Docelowo na terenie dawnej stoczni, nieopodal Europejskiego Centrum Solidarności, vis-a-vis historycznej Sali BHP, ma powstać nowoczesna dzielnica biurowo-mieszkaniowa.
W pierwszej kolejności w sąsiedztwie budynku dyrekcji powstaną cztery budynki mieszkalne, zaprojektowane przez warszawskie studio BBGK Architekci.
19 ha na obszarze półwyspu Drewnica i dawnej Stoczni Schichaua między ulicami Narzędziowców, Monterów, Stolarzy i Malarzy należy z kolei do spółki Stocznia Centrum Gdańsk (SCG, dawniej Shipyard City Gdańsk). Planowana jest tutaj lokalizacja biurowców, mieszkań, loftów i akademików. Koncepcja zabudowy tej części dawnej stoczni opracowana została przez warszawską pracownię JEMS Architekci. Przewidywane jest zachowanie dawnych hal i żurawi wzdłuż ul. Elektryków, Niterów i Monterów. Obecnie w rejonie tym funkcjonują popularne kluby rozrywkowe Ulica Elektryków, 100cznia oraz B90.
W 2019 7-hektarową działkę w sąsiedztwie Europejskiego Centrum Solidarności, na której planowano wcześniej budowę galerii handlowej oraz wysokościowców, odkupił trójmiejski deweloper Euro Styl, który rozpoczął w tym miejscu budowę osiedla mieszkaniowego Doki z terminem realizacji w 2023 roku, a także rewitalizację montowni. W 2020 ponad 1,3 ha terenu sprzedano firmie Torus, która przewiduje w tym miejscu budowę biurowców.
W 2021 przy ul. Wiosny Ludów 4 oddano do użytku apartamentowiec "Chlebova", powstały w miejscu opisanej przez G. Grassa fabryki chleba “Germania Brotfabrik”. Zachowane pozostałości po starej piekarni zostaną wyeksponowane w holu wejściowym, wnętrzach sal biznesowych i strefie fitness.
W II połowie 2021 rozpoczęła się budowa 2 budynków mieszkalno-biurowych tworzących Osiedle "Żurawie", zaprojektowanych przez Rainera Mahlamäkiego i zlokalizowanych między ECS a siedzibą NOMUS między ulicami Nowomiejską, Popiełuszki i Jaracza, czyli planowanego od 2015 i otworzonego 22 października 2021 Nowego Muzeum Sztuki. 

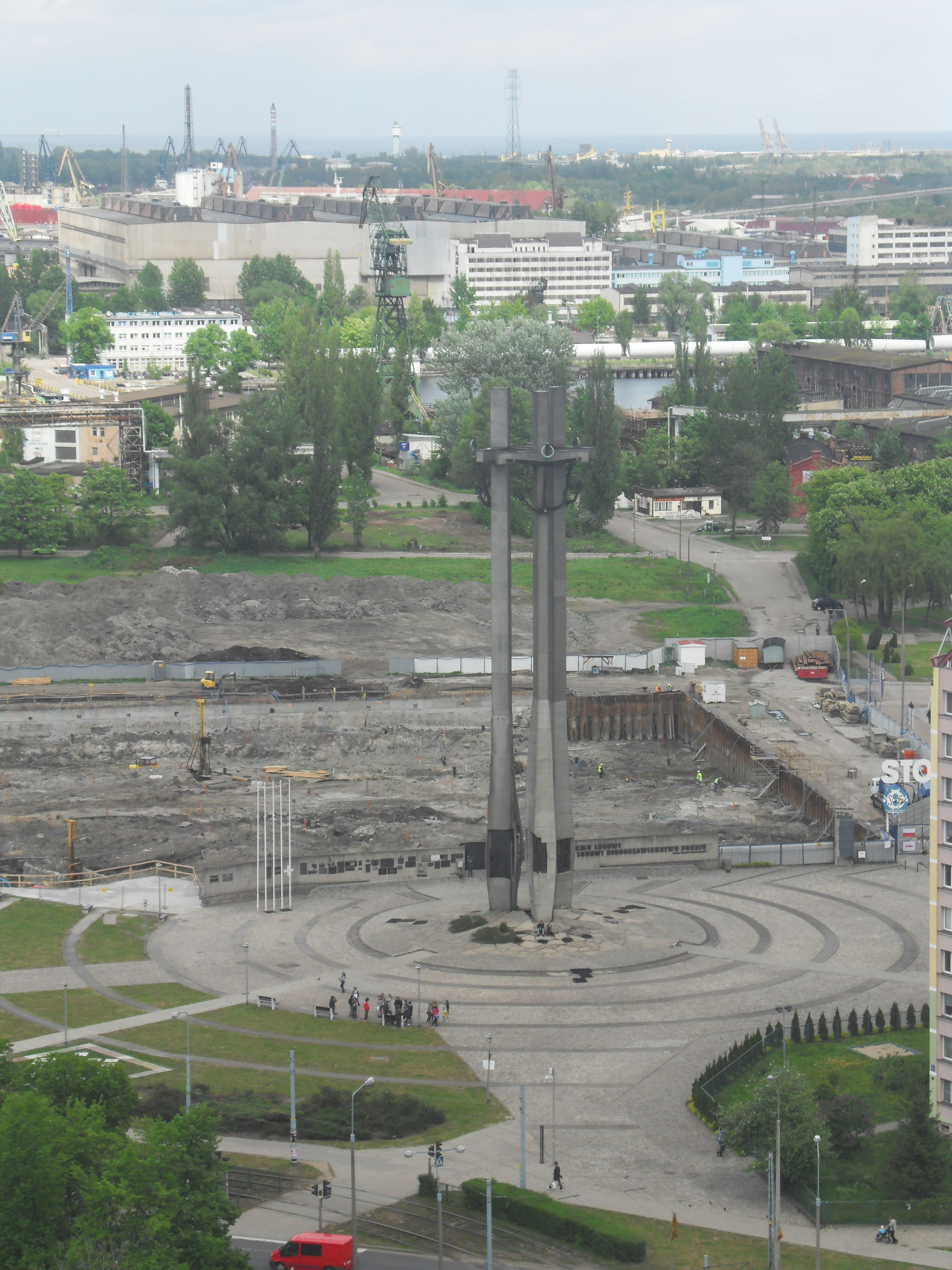
Plac Solidarności i Pomnik Poległych Stoczniowców, w tle Młode Miasto